# Memento mori
Denna artikel handlar om den litterära termen Memento mori. För andra betydelser, se Memento mori (olika betydelser).

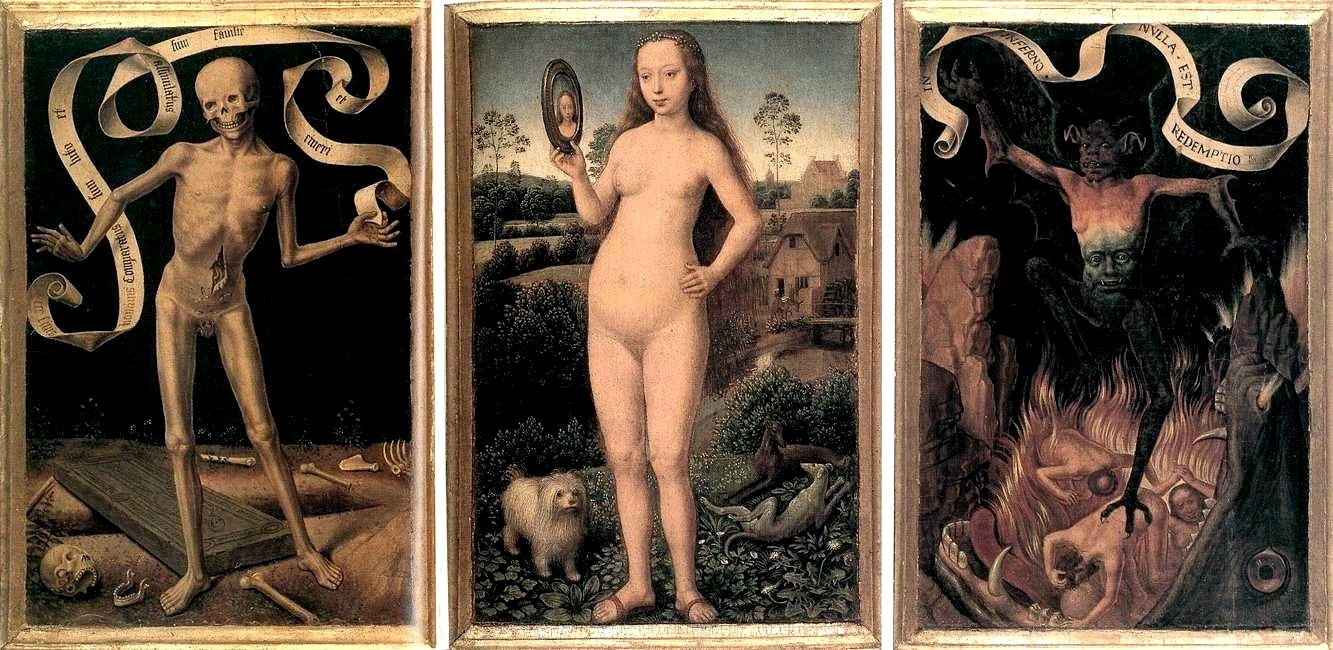
Målning av Hans Memling cirka 1485. Målningen kontrasterar jordlig lyx och skönhet mot tanken om döden och helvetet.

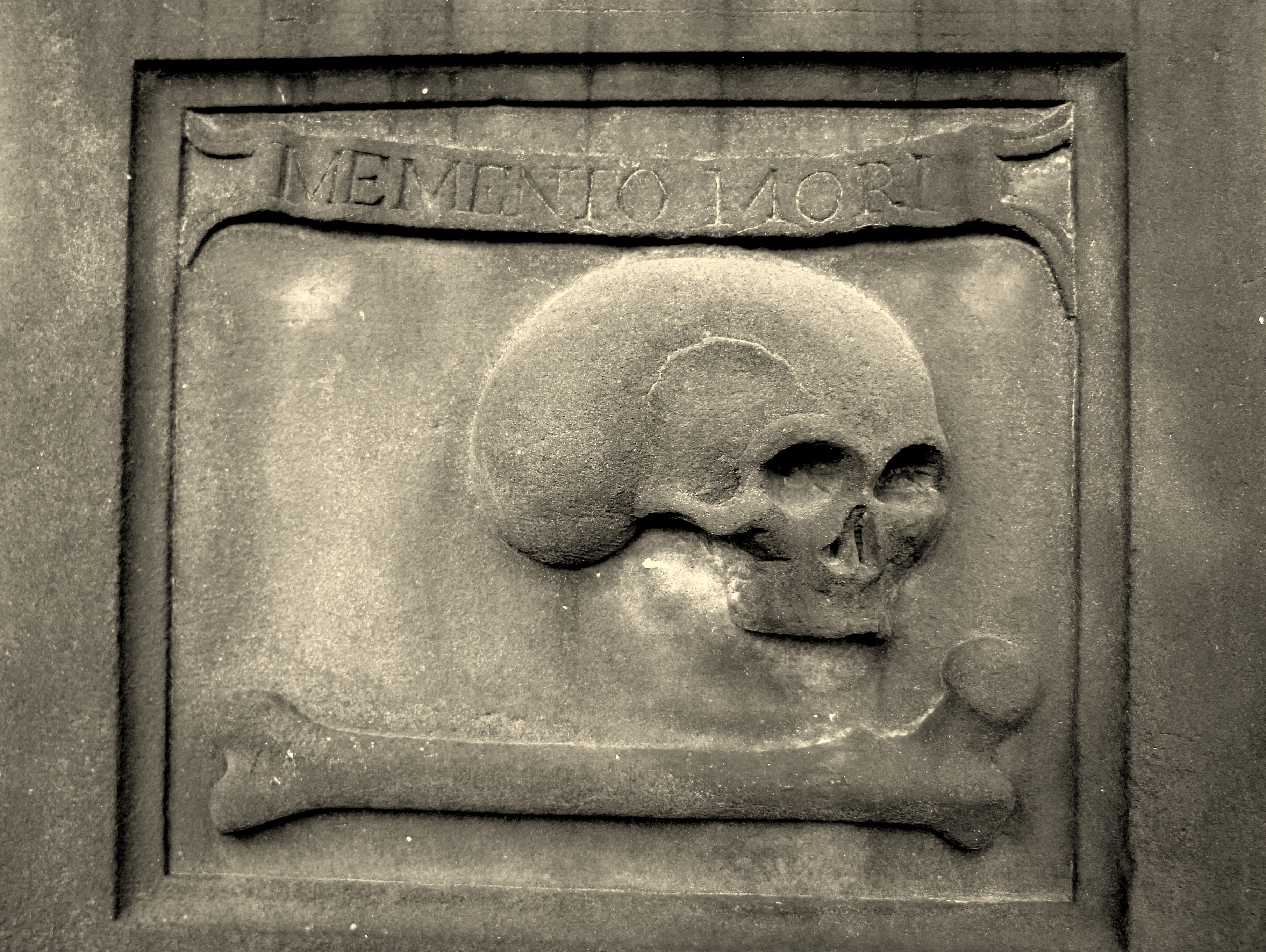
Memento mori. Inskription på gravsten i Edinburgh.

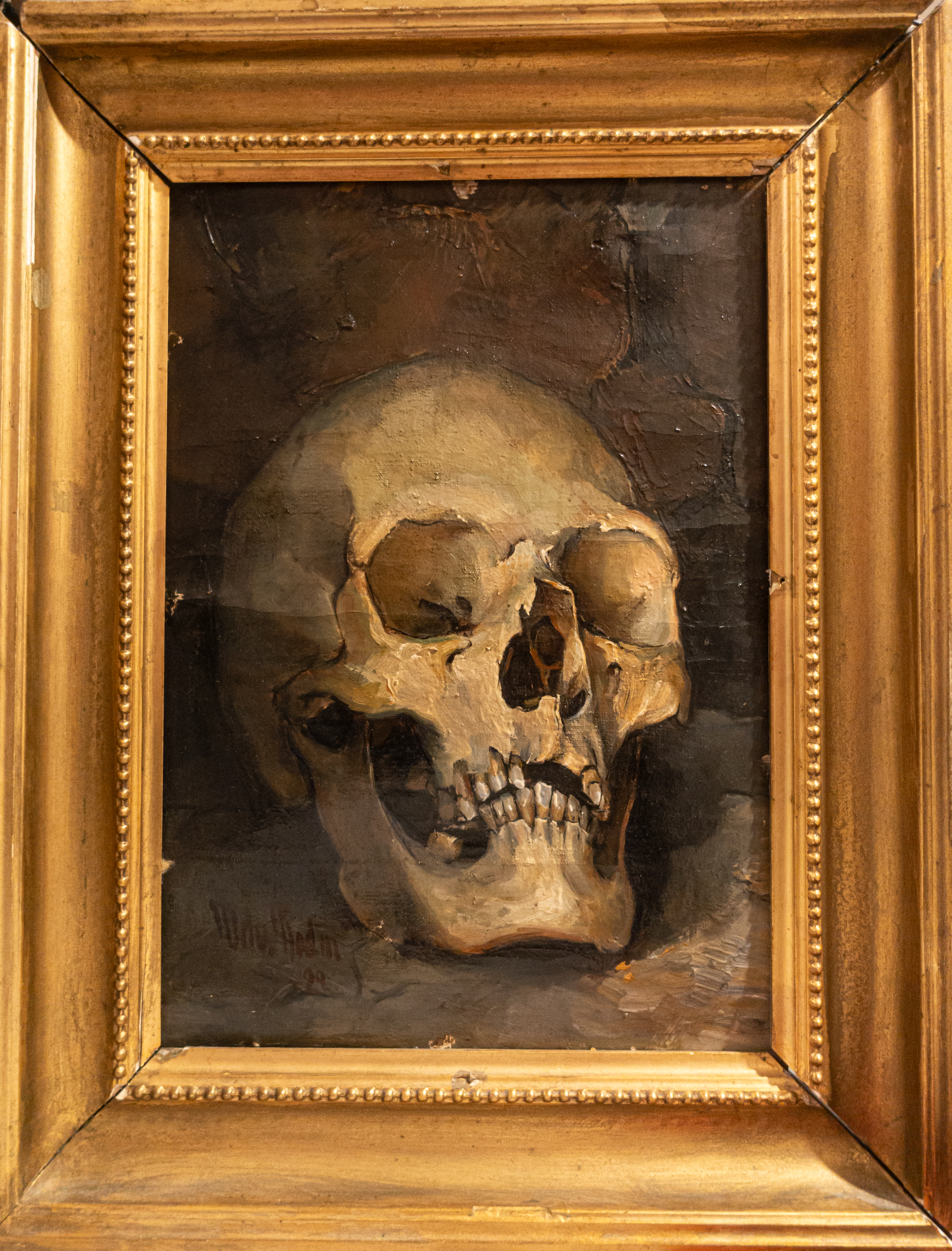
Dödskalletavla i olja.

Memento mori är en latinsk fras som betyder "kom ihåg att du är dödlig". Det är en genre inom konst som varierar stort men har ett gemensamt syfte, nämligen att påminna folk om deras egen dödlighet. Uttrycket "memento mori" växte i takt med kristendomens utveckling, vilken betonade himlen, helvetet och frälsning av själen inför livet efter döden.
En vanlig avbildning i denna typ av konst är ett människokranium (dödskalle) eller timglas för att påminna om livets ändlighet. Uttrycket kan ses som en temariktning inom det konstnärliga skapandet under antiken, renässansen och barocken, och framställs ofta med vanitasmotiv eller carpe diem-tema. 
Memento mori är en variant av den latinska frasen Memento te mortalem esse, "Minns att du är dödlig", vilket enligt traditionen skulle påminna den romerske segerherre som erkänts triumf och red in i Rom. Källan skall enligt andra istället vara en förvrängning av ett citat i Tertullianus Apologeticum, "Respice post te! Hominem te memento!" vilket betyder "Se bakom dig! Minns att du är mänsklig!". Detta skulle enligt Tertullianus kejsaren ha blivit påmind om när han satt i sin triumfvagn.
Frasen yttras i Shakespeares pjäs Henrik IV från 1598: "I make as good use of it as many a man doth of a death's-head, or a memento mori."